# Nuove storie dalla corte di mio padre
Nuove storie dalla corte di mio padre è un libro di memorie autobiografiche di Isaac Bashevis Singer. Questi 27 brevi capitoli-racconti, come quelli della precedente raccolta alla quale si ricollega, Alla corte di mio padre (1956), apparvero per la prima volta in lingua yiddish e uscirono su Forverts. The Yiddish Daily Forward. 
Dall'edizione postuma, apparsa in lingua inglese a cura di Curt Leviant presso Farrar Straus & Giroux di New York nel 1999, fu pubblicata la versione italiana, tradotta da Mario Biondi per Longanesi nel 2001.

## Capitoli
1. Chaim il fabbro (Chaim the Locksmith)
2. La moglie dello shoykhet (The Shochet's Wife)
3. Un ospite della shtibl (A Guest in the Shtibl)
4. Un ammasso di buio (A Chunk of Darkness)
5. Un rabbino diverso da mio padre (A Rabbi Not Like My Father)
6. Un chiasso che disturba lo studio (Sounds that Interfere with Studying)
7. Domanda o consiglio? (Question or Advice?)
8. Di ritorno dall'estero (Back from Abroad)
9. Costei si vergognerà di sicuro (She Surely Will Be Ashamed)
10. Lui vuole ottenere da lei il perdono (He Wants Forgiveness from Her)
11. Un rebbe chassidico nella nostra via (A Hasidic Rebbe on the Street)
12. Lo stagnino e la domestica (The Tinsmith and the Housemaid)
13. Che senso ha una vita così? (What's the Purpose of Such a Life?)
14. Causa e divorzio (A Lawsuit and a Divorce)
15. Bravi ebrei, ma... (Nice Jews, but...)
16. Il regalo (The Gift)
17. Freidele (Freidele)
18. Reb Zenvele (Reb Zanvele)
19. La sposa (The Bride)
20. Se quell'uomo fosse stato un Kohen (Had He Been a Kohen)
21. Uno sposo e due spose (One Groom and Two Brides)
22. Un matrimonio insolito (An Unusual Wedding)
23. Reb Layzer Gravitzer (Reb Layzer Gravitzer)
24. Reb Yekl Safir (Reb Yekl Safir)
25. Il papà diventa "anarchico" (Father Becomes an "Anarchist")
26. L'amico di mio padre (My Father's Friend)
27. Una cambiale falsificata (A Forged IOU)

## Edizioni italiane
- Isaac Bashevis Singer, Nuove storie dalla corte di mio padre, Milano, Longanesi (collana "La gaja scienza" n. 628), 2001, ISBN 88-304-1894-3.
- Isaac Bashevis Singer, Alla corte di mio padre, Milano, TEA (collana "Teadue" n. 1046), 2003, ISBN 88-502-0312-8.